# 討伐董卓之戰
讨伐董卓之战是東漢末年关东各地太守刺史組織地方联軍對抗把持朝廷的董卓的戰役。中平六年（189年），掌政的董卓廢少帝劉辯為弘農王，擁立其弟陳留王劉協為帝，實行恐怖統治。關東各地方长官見此，以討董為名起兵，推舉袁紹為盟主。雖然曹操、孫堅積極参戰，但其他軍隊只駐軍不加援助，而董卓又放棄洛陽，挾天子遷都長安，關東联軍起了內訌，盟軍決裂，形成群雄割據的局面。

## 背景
經歷了黃巾之亂，漢室威信受挫，權力下放，各地方諸侯自組勢力，而宦官十常侍與外戚何進的爭鬥也日益加劇。終於在中平六年（189年）四月，漢靈帝駕崩後，戚宦再次相爭，何進被殺。雖然何進部將袁紹率領部曲入宮盡殺宦官，但皇帝劉辯和皇弟劉協卻被宦官挾持出宮，然後被何進召進京、準備討伐宦官的董卓搶先找到並控制。
董卓想廢掉少帝劉辯，擁立其弟陳留王劉協為帝，於是用計壯大自己的勢力，並剷除反對者，如誘使丁原部下呂布殺死丁原以奪其兵馬，和逼走反對者袁紹。一切準備好後，便於九月甲戌日廢少帝為弘農王，而推劉協為獻帝，至丙子日，更鴆殺了何太后，成為漢室實際控制人，擔任相國。他在洛陽實行恐怖統治，縱容士兵姦淫擄掠，連皇室、公主、宮人也不能倖免，百姓對他恨之入骨，也激起各地群雄的痛恨。
不過，董卓受周毖、伍瓊之言，為收納名望和平息反對，重新任用黨人，荀爽、陳紀、韓融都不自願地受到任用，又以袁紹為勃海太守、韓馥為冀州牧、劉岱為兗州刺史、孔伷為豫州刺史、張邈為陳留太守、張咨為南陽太守等。但這些舉動也不能平息各地憤恨。在京師的袁術因畏懼董卓而逃到南陽，而曹操認為董卓必定會敗亡，所以亦逃出京都。

## 過程

### 關東起兵
逃到陳留的曹操散盡家財，又得到孝廉衛茲的幫助，組織約五千義軍準備討伐董卓，於中平六年（189年）十二月在己吾（今河南省商丘市宁陵县）起兵。
广陵郡功曹臧洪劝说广陵太守张超起兵反董卓，随后臧洪联络陈留太守张邈、兖州刺史刘岱、豫州刺史孔伷、东郡太守橋瑁一同在酸枣会盟反董。
另一方面，橋瑁詐稱京師三公發信給各州郡，陳述董卓的惡行，希望各地方舉兵，當時韓馥對袁紹有戒心，派人看守袁紹。當韓馥接信後疑慮該幫袁紹還是董卓，其治中從事劉子惠認為應以國家為念，但具體是幫袁紹還是董卓，劉子惠認為先看其他人的舉動才作行動，韓馥同意，便寫信給袁紹陳述董卓的惡行，看袁紹有何行動。
初平元年（190年）正月，各地太守刺史起兵，打出討董的旗號，當中包括：
| - 勃海太守、車騎將軍袁紹 - 奮武將軍曹操 - 陳留太守張邈 - 冀州牧韓馥 - 豫州刺史孔伷 - 兗州刺史劉岱 - 河內太守王匡 | - 南陽太守、後將軍袁術 - 廣陵太守張超 - 長沙太守、烏程侯孫堅 - 東郡太守橋瑁 - 山陽太守袁遺 - 濟北相、骑都尉鮑信 |

當時袁紹與王匡屯兵河內，張楊亦率數千人投靠；張邈、劉岱、橋瑁、袁遺與鮑信屯兵酸棗，曹操則屬於張邈軍下；袁術屯兵魯陽，孫堅從長沙趕往與袁術會合；孔伷屯兵潁川；韓馥則留在鄴城，給與聯軍軍糧。各群雄都支持遙推袁紹為盟主，只有鮑信認為曹操才是最有能力推翻董卓的人。此時袁紹自號車騎將軍，而其他人都有被假授官號，如曹操就被授行奮武將軍。
而其他地方軍的態度因不同原因沒有明確表態：
| 地方勢力                                              | 態度                                                                                               | 出處                                               |
| ----------------------------------------------------- | -------------------------------------------------------------------------------------------------- | -------------------------------------------------- |
| 河南尹朱儁                                            | 時為董卓麾下，與反董聯軍通謀為內應，聯軍內鬨後，孤軍號召反董                                       | 《後漢書·朱儁傳》                                  |
| 陳國相許瑒                                            | 與豫州刺史孔伷合兵反董                                                                             | 《蜀志·許靖傳》                                    |
| 陳王劉寵                                              | 亦起兵反董，自號輔漢大將軍，率領軍隊屯駐於陽夏縣，然未有實際軍事行動                               | 《後漢書·陳敬王羨傳》                              |
| 潁川太守李旻                                          | 亦起兵反董，率領軍隊屯駐於梁縣，為孫堅所統率，後為董卓將領徐榮生擒遭烹殺                           | 《後漢書·董卓傳》                                  |
| 西河太守崔钧                                          | 亦起兵反董，依附袁紹                                                                               | 《後漢書·崔寔傳》                                  |
| 中牟令楊原                                            | 亦起兵反董，行河南尹事。后歸附曹操                                                                 | 《三國志》卷16                                     |
| 徐州刺史陶謙                                          | 與董卓保持關係，但資助朱儁兵馬                                                                     | 《魏志·陶謙傳》、《後漢書·陶謙傳》                 |
| 益州牧劉焉                                            | 《英雄記》載藉以起兵，但未參與戰爭，而是保州自守                                                   | 《蜀志·劉焉傳》、《後漢書·劉焉傳》                 |
| 蜀郡太守高聯，《魏志·高柔傳》注引謝承《後漢書》作高躬 | 依附劉焉                                                                                           | 《隸釋·高聯修周公禮殿記》、《華陽國志·蜀志》       |
| 漢中太守蘇固                                          | 為劉焉別部司馬張修所殺                                                                             | 《魏志·張魯傳》、《後漢書·劉焉傳》                 |
| 巴郡太守王咸                                          | 依附劉焉                                                                                           | 《華陽國志·劉二牧志》                              |
| 犍為太守任岐                                          | 依附劉焉                                                                                           | 《蜀志·劉焉傳》、《後漢書·劉焉傳》                 |
| 幽州牧劉虞                                            | 並未表態                                                                                           | 《魏志·公孫瓚傳》、《後漢書·劉虞傳》               |
| 中郎將公孫瓚                                          | 並未表態，仅在战后争夺冀州时以讨董为名                                                             | 《魏志·公孫瓚傳》、《後漢書·公孫瓚傳》             |
| 遼東太守公孫度                                        | 受已是董卓部將的同鄉徐榮推薦擔任太守，後於遼東自立為侯，與董卓保持關係                             | 《魏志·公孫度傳》                                  |
| 青州刺史焦和                                          | 《九州春秋》載雖曾起兵，因為青州黃巾復起，所以沒有參與會盟，不久病死                               | 《魏志·臧洪傳》、《後漢書·臧洪傳》                 |
| 北海相孔融                                            | 著手於打擊黃巾餘黨，但曾資助朱儁兵馬                                                               | 《魏志·崔琰傳》注引張璠《漢紀》、《後漢書·孔融傳》 |
| 揚州刺史陳溫、丹陽太守周昕                            | 並未表態，但曾資助曹操兵馬                                                                         | 《魏志·武帝紀》                                    |
| 廬江太守陸康                                          | 並未表態                                                                                           | 《後漢書·陸康傳》                                  |
| 九江太守劉邈                                          | 並未表態                                                                                           | 《後漢書·琅邪王京傳》                              |
| 交州刺史朱符、交趾太守士燮                            | 並未表態                                                                                           | 《吳志·士燮傳》                                    |
| 荊州刺史王叡                                          | 本來也有起兵，因為和孫堅有私怨，被其逼死                                                           | 《吳志·孫堅傳》、《後漢書·獻帝紀》及《劉表傳》     |
| 荊州刺史劉表                                          | 繼王叡後任職，與袁紹保持關係。在關東群雄起兵後，劉表亦跟隨起兵，軍隊駐紮於襄陽，然未有實際軍事行動 | 《魏志·劉表傳》、《後漢書·劉表傳》                 |
| 南陽太守張咨                                          | 未有明確表態，後因不願供給孫堅軍糧，被其斬殺                                                       | 《吳志·孫堅傳》、《後漢書·獻帝紀》                 |
| 江夏太守劉祥                                          | 並未表態，但協助孫堅殺死南陽太守張咨，後為南陽郡豪族所殺                                           | 《蜀志·劉巴傳》注引《零陵先賢傳》                  |
| 長沙太守蘇代                                          | 代孫堅領太守職位，與新任的荊州刺史劉表為敵                                                         | 《魏志·劉表傳》注引司馬彪《戰略》                  |
| 武陵太守曹寅                                          | 並未表態，但與王叡不合，假借御史溫毅的名義暗助孫堅除掉王叡，後為劉表所敗                           | 《吳志·孫堅傳》注引《吳錄》                        |
| 左將軍皇甫嵩                                          | 部下曾勸進聯合關東群雄合兵反董，但最終接受董卓詔令入朝臣服                                         | 《後漢書·皇甫嵩傳》                                |
| 京兆尹蓋勳                                            | 敵視董卓，本欲聯合皇甫嵩反董，得知皇甫嵩歸伏董卓後，自覺兵力不足而入朝，但拒絕對董卓行禮           | 《後漢書·蓋勳傳》                                  |
| 京兆虎牙都尉劉勳                                      | 時任京兆虎牙都尉，與袁紹共同起兵討伐董卓，後為袁紹所殺                                             | 《魏志·公孫瓚傳》注引《典略》                      |
| 馬騰、韓遂                                            | 於涼州建立勢力，與董卓保持關係                                                                     | 《魏志·董卓傳》、《後漢書·董卓傳》                 |
| 宋建                                                  | 據枹罕建立勢力，未支持任何一方                                                                     | 《魏志·武帝紀》建安十九年條                        |
| 平難中郎將張燕                                        | 據冀、并二州邊地建立勢力，未支持任何一方，並藉機壯大自己的勢力                                       | 《魏志·張燕傳》                                    |
| 下密丞劉備                                            | 參加毌丘毅所募集的丹陽兵，可能以寡兵從附群雄麾下緣故，未有顯著戰功事跡紀錄                         | 《蜀志·先主傳》注引王粲《英雄記》                  |

### 遷都長安
面對關東諸侯軍的勢力，董卓大為震驚，又董卓女婿牛輔以兵三萬征討伐河東白波軍大敗，擔心兩方連絡，便先在正月十二日癸丑（3月6日），派李儒鴆殺了廢帝弘农王劉辯，又與眾臣議論要發大軍對抗關東諸侯軍，但被鄭泰勸阻。後提議遷都到關中的長安，楊彪、黃琬一再勸阻，被董卓在二月初五日乙亥（3月28日）以因災異免去黃琬、楊彪等的職務，伍瓊、周毖仍認為不能遷都，董卓便在初十日庚辰（4月2日），以向敵通訊而殺死了當初舉薦袁紹、劉岱等升官的周毖與伍瓊等。但董卓又後悔殺死了二人，便重新任用黃琬、楊彪。
但遷都一事並沒有停止，在十七日丁亥（4月9日）開始，董卓以車駕先送獻帝西遷。又以步兵、騎兵逼徙洛陽數百萬人到長安，百姓被人踩死、被馬踏死、飢餓而死、遭搶劫而被殺的堆滿道路。董卓則留在洛陽畢圭苑，下令捉拿富翁，以罪名將他們殺害，沒收財產，死者不計其數。又派呂布掘開先帝帝陵及公卿以下的塚墓，沒收內裡的珍寶。
三月初五日乙巳（4月27日），獻帝到達長安，因董卓未到，便以王允輔政。最後初九日己酉（5月1日），放火燒了洛陽宮廟、官府、居家，洛陽二百里內，建築物全毀，雞犬不留，董卓便留守在洛陽塢附近。而董卓在十八日戊午（5月10日），因袁紹起兵而殺了其叔父袁隗、袁基及家人，涉及五十多人，包括嬰兒、婦女。

### 西軍連勝

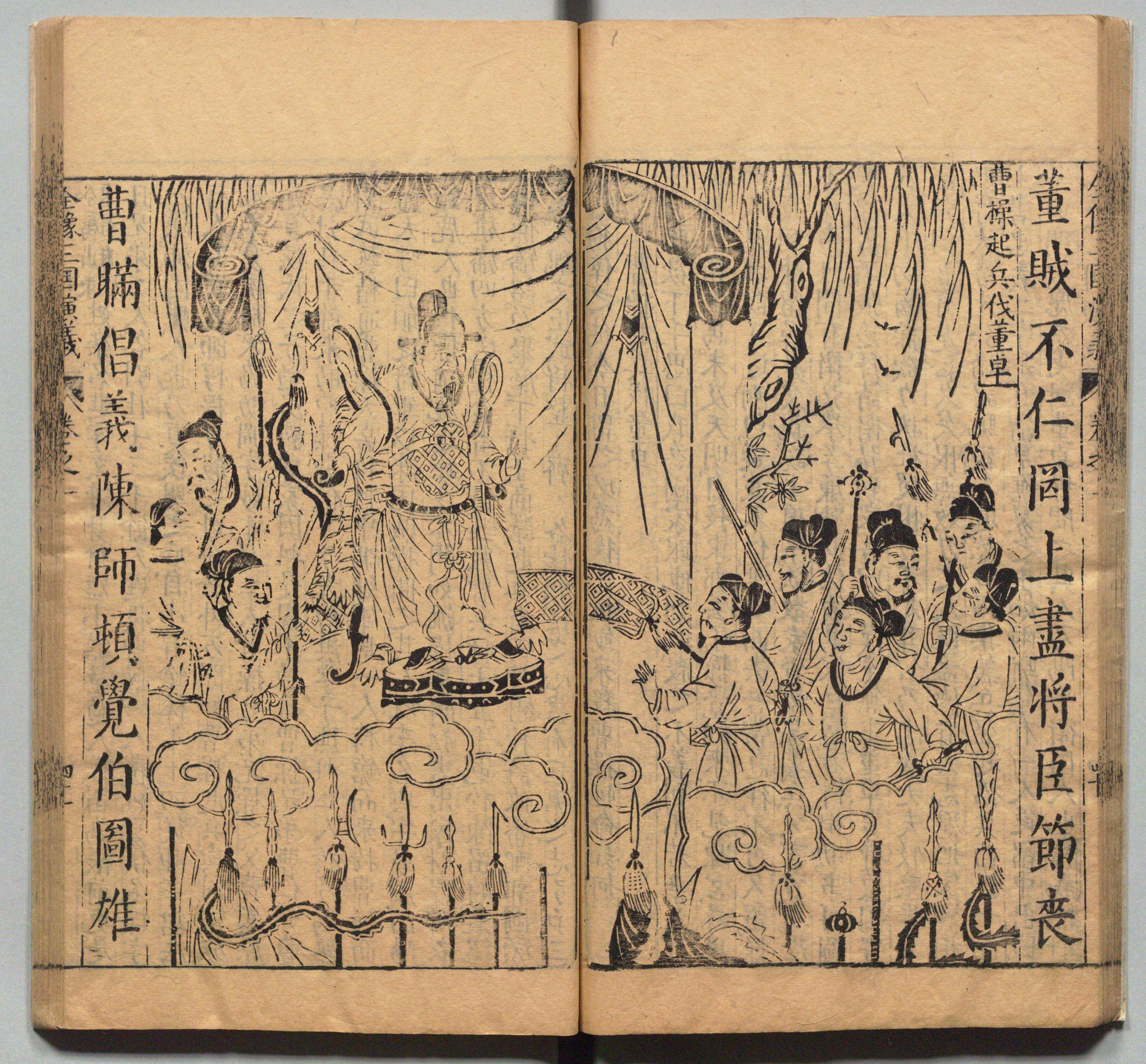
周曰校插图版《三国志通俗演义》中的曹操起兵讨伐董卓

雖然如此，聯軍仍畏懼董卓軍強，所以不願先行，只有曹操認為既然起兵討董，就應有所行動，所以便率兵向西，準備進駐成皋，袁绍、鲍信、刘岱、孔伷都出兵参战，張邈亦派衛茲領兵隨軍。軍到滎陽汴水時，遇上董卓大將徐榮，雙方交戰，曹軍因兵少不利，曹操更被箭射中，坐騎也受傷。曹操堂弟曹洪將馬給了曹操，曹操不接受，曹洪便說：「天下可無洪，不可無君！」便讓曹操上馬，自己徒步追從，趁夜逃走。鲍信弟鲍韬和卫兹阵亡。而徐榮見力戰了一日，以為酸棗難以攻取，便率領兵馬回去。
曹操回到酸棗後，見聯軍雖有十多萬人，但每日都只在設宴聚會，不圖進取，曹操十分不滿，便向他們進計：只要袁紹領河內兵到孟津，酸棗將領進駐成皋，佔據敖倉，在轘轅、太谷建立營塞，控制險要，袁術則由南陽到丹、析，入武關偷襲關中，那時形勢便可大定，又認為如果只是在此不圖進取，只會失去天下名望，招來恥辱。但張邈等人不接受，曹操便帶夏侯惇等到揚州（非今日之扬州市）募得千多兵，屯兵河內，轉屬袁紹。
另一方面，孫堅由長沙北上，殺了荊州刺史王叡和南陽太守張咨後，終於與袁術會合，被表為破虜將軍、領豫州刺史，部屬袁術，準備北攻。冬天，孫堅派長史公仇稱回州督促軍糧，於城門東外設帳幔，邀請官屬為仇稱設宴送行。剛好董卓軍數萬步、騎突然出現，但孫堅仍在行酒令、談笑自若，整頓部曲，命他們不可妄動。後來董軍騎兵漸到，孫堅才起來，徐徐率軍入城，對他們說：「向堅所以不即起走，恐兵相蹈藉，諸君不得入耳。（我所以不立即起來走避，是怕士兵互相爭先，令眾人反而不能入城。）」董卓軍見孫軍整齊，不敢攻勢而歸還。
後孫堅與潁川太守李旻改屯梁東，而董卓派徐榮、李蒙四出虜掠，與孫堅在梁縣發生遭遇戰，孫軍大敗，孫堅與數十騎突圍而走。因為孫堅喜歡用紅色的頭巾，被董軍認出，便脫下來給了近將祖茂戴上，引開徐榮軍騎兵，孫堅則由小路逃出。祖茂被敵軍追得困迫，便下馬將頭巾放在一條燒過的柱上，自己則隱藏在草堆中。騎兵看見頭巾，以為是孫堅，便將頭巾重重圍繞，到近看才發現是柱，便離去。孫軍大多兵將被俘，更以殘酷手段所殺，如潁川太守李旻就被烹死，其他士卒則以布纏裹，吊起倒立到地，用熱油灌殺。另外，屯兵河內的王匡亦派泰山兵屯河陽津，準備進攻，董卓便派出疑兵擺出要由平陰渡河，暗地裡派遣精兵從小平北面渡河，繞過王匡軍，在後方攻擊，在津北大破王匡軍團，死者甚多。

### 聯軍內訌
後來，韓馥懼怕袁紹危及自己，便一步一步減少對河內、酸棗聯軍的糧食輸送，軍糧耗盡後，聯軍各自回到守地，但各軍仍保持盟友關係。同時，劉岱與橋瑁二人一向交惡，劉岱便殺了橋瑁，以王肱領東郡太守。而董卓見盟軍撤退，便派韓融、陰修、胡母班、吳循、王瑰想與袁紹等人議和。眾人到河內後，王匡告知袁紹，袁紹不答應，要王匡殺死胡母班、王瑰、吳循等。袁術亦殺了陰修，只有因韓融有德名以幸免。
袁紹與韓馥以献帝年幼，而且被董卓控制，相隔關塞，不知献帝是否平安為由，想立劉虞為帝，曹操拒絕參與，而袁術亦反對。袁紹又得到一個玉印，在座位中舉向曹操手肘，暗示已經準備一切，可以立劉虞為帝，但曹操只是大笑，暗地裡卻對袁紹十分厭惡。不過袁紹仍與韩馥等仍於二月推举刘虞为帝，于是派张岐等邀請刘虞討論事宜。
刘虞怒叱张岐：「今天下崩亂，主上蒙塵。吾被重恩，未能清雪國恥。諸君各據州郡，宜共戮力，盡心王室，而反造逆謀，以相垢誤邪！（現今天下大亂，國君失去政權。我受重恩，但未能清雪國恥。各位據有州郡，應一起合力，盡心為報王室，反而在造反謀反，是互取恥辱呀！）」便坚辞不受，韓馥等又想請劉虞領尚書事，但劉虞仍拒絕，更斬殺使者，並且聲言逃往塞外匈奴、鮮卑之地以自絕，袁紹等唯有罷手。
不久后袁绍夺取韩馥冀州牧的职位。

### 孫堅奮戰与反董联盟瓦解
同時，在二月孫堅收復散兵，屯兵陽人（今河南汝州），董卓便派胡軫為大都護、呂布為騎督及其他多位都督，率五千步騎攻擊孫堅。胡軫便揚言要斬殺一银印青绶，做為整肅軍紀手段，吕布聽到後，十分厌恶他。當到達離陽人城數十里的廣成已是黃昏，兵馬疲乏，又受董卓節度，便下紮餵馬、休息，準備在夜裡出發，次日早上攻城。各將領討厭胡軫，想要破壞他的計劃，呂布等便揚言陽人的士兵已走，應立即追擊。胡軫立即出兵，但原來孫堅軍已整頓守備，董軍無奈，加上吏士飢渴，人馬疲乏，唯有就地休息。呂布又大喊敵人偷襲，导致全軍混亂，棄甲逃走，騎失馬鞍。逃出十多里外，才發現沒有敵人，剛好天亮，便捨回兵器，想再攻城，可是軍隊已被孫坚軍發現，加強了城池防守，胡軫等唯有撤退。孫堅出城追擊，大敗敵軍，斬殺都督華雄等人。
有人便向袁術進言：「堅若得雒，不可複制，此為除狼而得虎也（假如孫堅得到洛陽，便無法制衡他，這是除去狼而反招來虎呀）。」袁術見孫堅大敗董卓軍，遂心疑，便不運軍糧給孫堅。孫堅便連夜趕回魯陽，嚴辭切責袁術，袁術慚愧，立即調發軍糧，孫堅亦回到陽人。董卓亦聞孫堅如此厲害，便派李傕游說孫堅和親，更稱可以令其子弟們擔任刺史、郡守，但孫堅大罵董卓，严词拒絕。立即進軍大谷，董卓親自率兵與孫堅在先帝陵墓間發生戰鬥，董卓敗走，移屯澠池，另在陝集兵。
孫堅軍便進入洛陽宣陽城門，擊退呂布。孫堅掃除宗廟，祭祀天地，還拾獲了传国玺。此後孫堅分兵出函谷關，到新安、澠池防禦董卓軍。董卓對長史劉艾說關東諸侯軍就只有孫堅才值得注意，要各路人馬留意。便留董越屯兵澠池，段煨屯兵華陰，牛輔屯兵安邑，其他將領留守各縣，對制衡山東，自己則出發向長安。而孫堅修塞各陵後，便率軍還魯陽。洛陽因破壞嚴重，只能成為董卓與關東聯軍對抗的屯兵地。
雖然先鋒隊孫堅軍攻進洛陽，但聯軍中的群雄卻各懷鬼胎，故意按兵不動且飲酒作樂，孫堅始終得不到聯軍大營的支援。这时盟主袁绍遣周㬂（一说为周昂）为豫州刺史，欲從袁术所任命的豫州刺史孙坚那裡試圖夺取豫州，公孙瓒则派他的弟弟公孙越前来帮助孙坚，虽然孙坚战胜了周㬂，但是公孙越却战死，导致袁绍和公孙瓒有所冲突，而袁绍和袁术也因豫州任命就此决裂，反董联盟隨之瓦解，天下陷入军阀混战局面。

## 結果
此次戰役，雖然名義上是聯合討伐，實際与董卓军实际交战的只有曹操和與其親善的鮑信、衛茲，以及孙坚、袁绍、刘岱、孔伷、王匡的军队。各群雄互相估量對手、保存自身實力，為此結下不少仇怨。联盟中兩個最有人望的群雄袁紹、袁術反而是最先挑起內鬥的人，袁紹首先用計奪取了韓馥的冀州，與公孫瓚開戰。而袁術擁有南陽，與新任的荊州刺史劉表交恶，其麾下在讨伐董卓中威名远扬的孫堅在攻打刘表時中伏战死。袁家兩兄弟決裂，形成中原混戰。其後，曹操殺死王匡并因父亲曹嵩被杀而进攻徐州陶谦；刘岱殺死桥瑁，张杨被南匈奴單于於夫羅脅持而脫離袁紹。其他势力也纷纷明争暗斗；及孙坚部下拥立孙坚长子孙策亦进攻江东各地，割據一方。由于朝廷名义上和实际上都已经被董卓控制，各地诸侯间公开的杀伐也已经无人能管束，甚至再也不需要假借任何名义，割据战乱的弱肉强食从此全面展开。
而董卓到了長安後，並沒有減少恐怖的統治，反而變本加厲，進位太師，更欺壓大臣、殘殺百姓、奢侈揮霍、獨裁兇殘，令朝中大臣憎恨不已，司徒王允連同黃琬、尚书仆射士孫瑞、楊瓚等密謀要殺死董卓，連絡上负责董卓警卫的中郎将呂布以及董卓部下的骑都尉李肃。初平三年四月辛巳日（192年5月22日），王允、呂布等人以皇帝诏书的名义，在未央殿掖门外殺死董卓，結束董卓的統治。但是董卓屬下李傕、郭汜等人以为其报仇为名，很快率兵攻破長安，擊敗呂布，杀死王允，暴政比董卓執政時更甚。此時徐州刺史陶谦、琅邪相阴德、东海相刘馗、彭城相汲廉、北海相孔融、沛相袁忠、泰山太守应劭、汝南太守徐璆等人再次推举朱儁为太师（盟主）讨伐董卓的下屬李傕、郭汜，但李傕一纸诏书将朱儁召回朝廷，讨伐战胎死腹中。
後來李傕和郭汜內訌，爆發李郭之亂，漢獻帝被迫逃出長安，流离失所，最終投靠曹操，漢室名存實亡。

## 參戰人物
|  | - 關東聯軍 - 袁紹 - 張楊 - 袁術 - 孫堅 - 程普 - 黃蓋 - 韓當 - 朱治 - 孫香 - 公仇稱 - 祖茂 - 徐琨 - 孫河 - 李旻（被徐榮烹殺） - 韓馥 - 孔伷 - 劉岱 - 王肱 - 王匡 - 韓浩 - 張邈 - 衛茲（於汴水之戰戰死） - 曹操 - 夏侯惇 - 夏侯淵 - 曹仁 - 曹洪 - 曹休 - 史渙 - 趙寵 - 典韋 - 張超 - 臧洪 - 橋瑁（被劉岱所殺） - 袁遺 - 鮑信 - 鮑韜（於汴水之戰戰死） - 崔鈞 - 朱儁 - 劉寵 - 許瑒 - 公孫瓚 - 劉備 - 關羽 - 張飛 | 董卓軍 - 董卓 - 李傕 - 郭汜 - 張濟 - 張繡 - 樊稠 - 徐榮 - 李蒙 - 胡軫 - 呂布 - 張遼 - 華雄（於陽人之戰中戰死） - 董越 - 王方 - 牛輔 - 李儒 - 段煨（華雄戰死後屯兵華陰） |

## 三國演義
在《三國演義》中，從第五回「發矯詔諸鎮應曹公，破關兵三英戰呂布」至第六回「焚金闕董卓行兇，匿玉璽孫堅背約」都是描寫此戰役，不過當中大部份情節都是虛構或改造：如非曹操發檄討董；沒有十八路諸侯討董卓，部份人物沒有參加，而曹操、孫堅、張楊分別屬張邈、袁術、袁紹之下。《英雄記》中有記載劉備參戰，但暫不能確定，所以溫酒斬華雄、三英戰呂布都是虛構。當時袁術的確有扣押糧，但沒有令孫堅敗陣，反是孫堅勸服袁術再次運糧。而當中部份武將，如鮑忠（原型疑為鮑韜）、俞涉、潘鳳、方悅、武安國、穆順等都是虛構。